# Pantxi Sirieix
Gilles François Pantxi Sirieix (ur. 7 października 1980 w Bordeaux) – francuski piłkarz narodowości baskijskiej, występujący na pozycji pomocnika. Obecnie jest zawodnikiem Toulouse FC.

## Kariera klubowa
Sirieix karierę rozpoczynał w AJ Auxerre. Początkowo grał w jego ekipie juniorskiej, a do pierwszej drużyny, wówczas występującej w Ligue 1 został przesunięty w sezonie 2000/2001. We francuskiej ekstraklasie zadebiutował 22 grudnia 2001 w zremisowanym 2-2 meczu z FC Lorient. W 2003 roku wygrał z klubem Puchar Francji, po pokonaniu w finale tych rozgrywek 2-1 Paris Saint-Germain. 3 kwietnia 2004 strzelił pierwszego gola w ligowej karierze. Było to w zremisowanym 2-2 spotkaniu z En Avant Guingamp. W pierwszej drużynie Auxerre spędził w sumie trzy sezony. W tym czasie rozegrał tam 29 spotkań i zdobył jedną bramkę.
Latem 2004 podpisał kontrakt z innym pierwszoligowcem – Toulouse FC. Pierwszy ligowy występ zanotował tam 7 sierpnia 2004 w bezbramkowo zremisowanym pojedynku z RC Lens. W sezonie 2006/2007 uplasował się z klubem na trzeciej pozycji w lidze i wywalczył awans do kwalifikacji Ligi Mistrzów. Jego klub został tam jednak pokonany w dwumeczu 5-0 przez Liverpool FC i został przesunięty do Pucharu UEFA, który zakończył na fazie grupowej. W sezonie 2008/2009 nadal uczestniczy z klubem w rozgrywkach Ligue 1.
| Sezon   | Klub        | Kraj    | Rozgrywki  | Mecze | Bramki | Rozgrywki Europy                    | Mecze | Bramki |
| ------- | ----------- | ------- | ---------- | ----- | ------ | ----------------------------------- | ----- | ------ |
| 2001/02 | AJ Auxerre  | Francja | Division 1 | 3     | 0      | -                                   | -     | -      |
| 2002/03 | AJ Auxerre  | Francja | Ligue 1    | 4     | 0      | Liga Mistrzów UEFA                  | 2     | 0      |
| 2003/04 | AJ Auxerre  | Francja | Ligue 1    | 22    | 1      | Liga Europy UEFA                    | 5     | 0      |
| 2004/05 | Toulouse FC | Francja | Ligue 1    | 26    | 2      | -                                   | -     | -      |
| 2005/06 | Toulouse FC | Francja | Ligue 1    | 8     | 0      | -                                   | -     | -      |
| 2006/07 | Toulouse FC | Francja | Ligue 1    | 22    | 0      | -                                   | -     | -      |
| 2007/08 | Toulouse FC | Francja | Ligue 1    | 28    | 2      | Liga Mistrzów UEFA Liga Europy UEFA | 2 5   | 0 0    |
| 2008/09 | Toulouse FC | Francja | Ligue 1    | 29    | 1      | -                                   | -     | -      |
| 2009/10 | Toulouse FC | Francja | Ligue 1    | 18    | 0      | Liga Europy UEFA                    | 6     | 2      |
| 2010/11 | Toulouse FC | Francja | Ligue 1    | 12    | 0      | -                                   | -     | -      |
| 2011/12 | Toulouse FC | Francja | Ligue 1    | 20    | 2      | -                                   | -     | -      |
| 2012/13 | Toulouse FC | Francja | Ligue 1    | 23    | 0      | -                                   | -     | -      |
| 2013/14 | Toulouse FC | Francja | Ligue 1    | 12    | 1      | -                                   | -     | -      |
| 2014/15 | Toulouse FC | Francja | Ligue 1    | 6     | 1      | -                                   | -     | -      |

Stan na: 14 grudzień 2014 r.